# Lac Bala
Le lac Bala (Bala Lake en anglais, Llyn Tegid en gallois) est un lac situé au Gwynedd, un comté du pays de Galles. Le lac est le plus important lac naturel du pays de Galles. Il est alimenté par la Dee qui le traverse,.
Le lac a longtemps été la retenue d’eau la plus importante du pays de Galles, jusqu’à ce que le niveau du canal Ellesmere qui relie la Mersey à la Severn soit relevé par Thomas Telford au XIXe siècle. Le lac reste le plus important du pays. Dans ses plus grandes dimensions, le lac fait 5,95 km de long et 1 km de large.
La ville de Bala est située au nord du lac et la voie historique et étroite de train du Bala Lake Railway longe sur quelques kilomètres la rive du lac entre Llanuwchllyn et Bala,.
Dans la tradition galloise liée à la légende arthurienne, la propriété de la sorcière Keridwen et de son mari Tegid Voel (Tegid « le Chauve ») se situait au bord du lac Bala. 